# Brownsea Island
Brownsea Island egy sziget Anglia déli partjainál, Dorset megyében. Ez a Poole Harbournál fekvő 8 sziget közül a legnagyobb. A sziget neve az angolszász Brūnoces īeg = „Brūnoc szigete” kifejezésből származik.
A sziget nagy része a látogatók előtt nyitott. Komppal megközelíthető. 2002-ben a szigeten 105 938 látogató fordult meg.
A sziget leginkább arról nevezetes, hogy Robert Baden-Powell itt szervezte meg a világ legelső cserkésztáborát.
1. ↑  https://www.bbc.co.uk/dorset/content/articles/2008/09/24/brownsea_warden_feature.shtml